# Formation rocheuse
Ne doit pas être confondu avec Formation géologique.

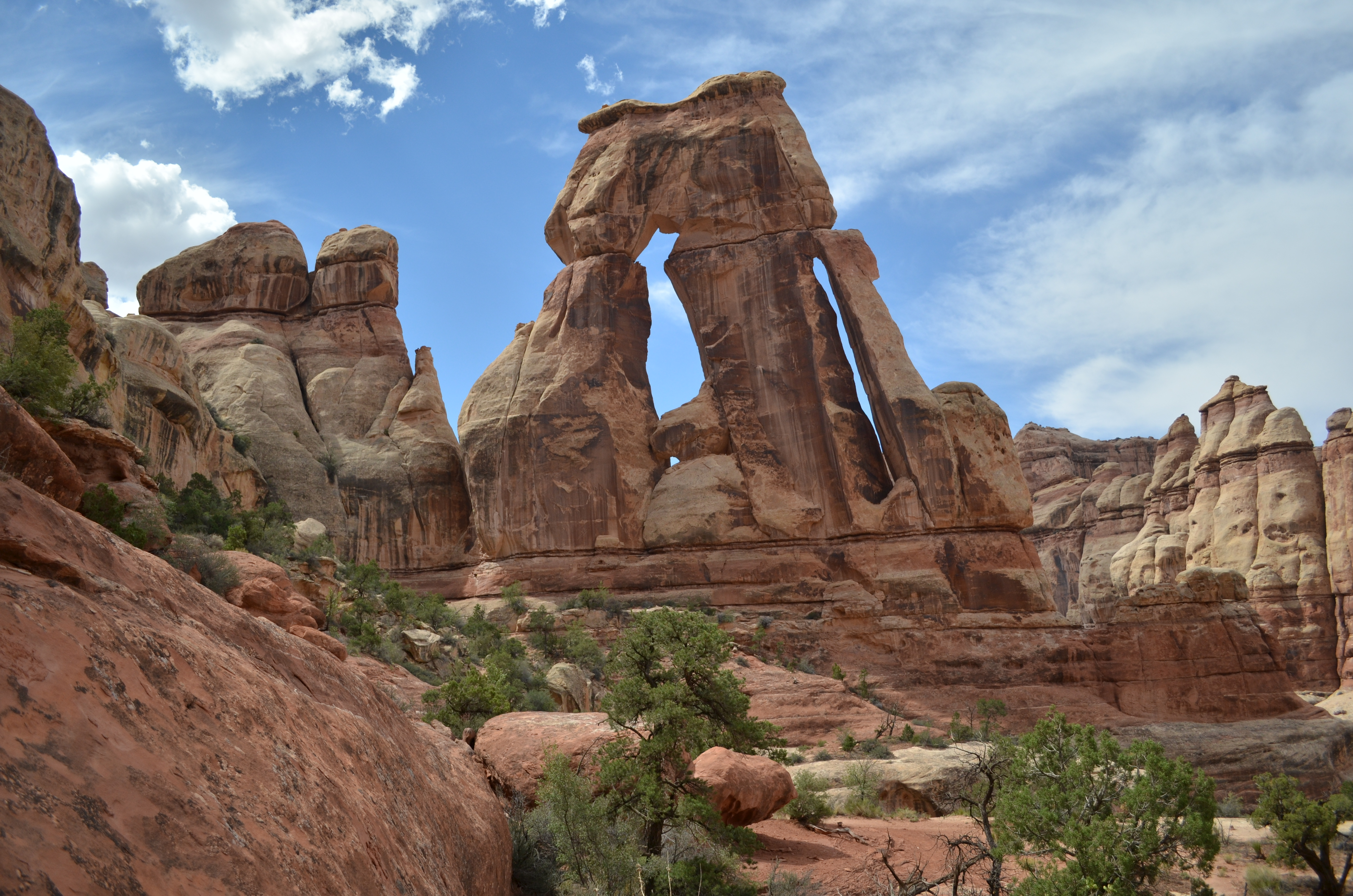
Druid Arch, Canyonlands National Park, Utah, US.

Une formation rocheuse est un agencement naturel de roches. Il en existe de plusieurs sortes, parmi lesquelles les arches naturelles, les coulées de lave, les falaises, etc.